# 埃尔基·科伊索
埃尔基·科伊索（芬蘭語：Erkki Koiso，1934年4月13日—2000年7月9日），生于坦佩雷，芬兰男子冰球运动员。他曾代表芬兰国家队参加1960年冬季奥林匹克运动会冰球比赛，获得第7名。